# Južnokorejska nogometna reprezentacija
Južnokorejska nogometna reprezentacija osnovana je 1945. godine. Predstavlja Korejski nogometni savez na velikim turnirima s uspjehom. Na SP-u 2002. osvojili su 4. mjesto, izgubivši utakmicu za 3. mjesto od Turske 3:2. Trenirao je ih tada Nizozemac Guus Hiddink.
1956. i 1960. su pobijedili u finalu Azijskog kupa nacija.
Najlošiji plasman na ljestvici imali su u veljači 1996. godine kada su bili 56. Najbolji su pak bili u prosincu 1998. godine kada su bili na vrlo dobrom 17. mjestu. Najviše nastupa za reprezentaciju ima Hong Myung-Bo, glavna uzdanica Koreje u devedesetim godinama, koji je za Crvene vragove, kako nazivaju reprezentaciju, skupio čak 136 nastupa. Najbolji strijelac u povijesti je Cha Bum-Kun s 55 golova u 121 nastupu, nekadašnji napadač Eintrachta i Leverkusena, koji je posljednju utakmicu za svoju zemlju odigrao još davne 1986. godine.
Na Svjetskim prvenstvima najčešće nisu uspjeli proći prvi krug natjecanja, iako su na domaćem terenu pokazali iznenađujuće dobru igru: bilo je to na SP u Južnoj Koreji i Japanu 2002., kada su uspjeli osvojiti čak 4. mjesto. Isto tako, iznenađuje činjenica da su tada osvojili i nagradu za Najzanimljiviju ekipu, FIFA-inu nagradu koju, doduše, ne dodjeljuje FIFA-ina komisija niti povjerenstvo, nego se momčad bira pomoću ankete koju ispunjavaju gledatelji i navijači, koji onda izabiru momčad koja je subjektivno pokazala najbolju i najzanimljiviju igru. Uz reprezentaciju Južne Koreje tu su nagradu još dobile (na drugim svjetskim prvenstvima) i tri druge svjetske nogometne reprezentacije: brazilska, francuska i portugalska.

## Uspjesi na Svjetskim prvenstvima
| Svjetska prvenstva u nogometu | Svjetska prvenstva u nogometu |
| ----------------------------- | ----------------------------- |
| Urugvaj 1930.                 | nisu ušli                     |
| Italija 1934.                 | nisu ušli                     |
| Francuska 1938.               | nisu ušli                     |
| Brazil 1950.                  | nisu ušli                     |
| Švicarska 1954.               | 1. krug                       |
| Švedska 1958.                 | nisu ušli                     |
| Čile 1962.                    | nisu se kvalificirali         |
| Engleska 1966.                | nisu ušli                     |
| Meksiko 1970.                 | nisu se kvalificirali         |
| Zapadna Njemačka 1974.        | nisu se kvalificirali         |
| Argentina 1978.               | nisu se kvalificirali         |
| Španjolska 1982.              | nisu se kvalificirali         |
| Meksiko 1986.                 | 1. krug                       |
| Italija 1990.                 | 1. krug                       |
| SAD 1994.                     | 1. krug                       |
| Francuska 1998.               | 1. krug                       |
| Južna Koreja i Japan 2002.    | 4. mjesto                     |
| Njemačka 2006.                | 1. krug                       |
| Južna Afrika 2010.            | osmina finala                 |
| Brazil 2014.                  | 1. krug                       |
| Rusija 2018.                  | 1. krug                       |
| Katar 2022.                   | osmina finala                 |

## Uspjesi na Azijskom kupu
Južna Koreja jedna je od najuspješnijih azijskih momčadi. Azijski kup osvojila je dvaput, dok je četiri puta gubila u utakmicama završnice.
Od 15 nastupa, momčad Južne Koreje na njih 9 je osvajala odličje i igrala 6 završnica.
| 1956. u Hong Kongu                     | pobjednici            |
| 1960. u Južnoj Koreji                  | pobjednici            |
| 1964. u Izraelu                        | trećeplasirani        |
| 1968. u Iranu                          | nisu se kvalificirali |
| 1972. u Tajlandu                       | drugoplasirani        |
| 1976. u Iranu                          | nisu se kvalificirali |
| 1980. u Kuvajtu                        | drugoplasirani        |
| 1984. u Singapuru                      | skupina               |
| 1988. u Katru                          | drugoplasirani        |
| 1992. u Japanu                         | nisu se kvalificirali |
| 1996. u Ujedinjenim Arapskim Emiratima | četvrtzavršnica       |
| 2000. u Libanonu                       | trećeplasirani        |
| 2004. u Kini                           | četvrtzavršnica       |
| 2011. u Kataru                         | trećeplasirani        |
| 2015. u Australiji                     | drugoplasirani        |

## Sastav
| Br. | Ime             | Datum rođenja      | Pozicija  | Klub                        | Visina |
| --- | --------------- | ------------------ | --------- | --------------------------- | ------ |
| 1.  | LEE Woon Jae    | 26. travnja 1973.  | vratar    | Suwon Bluewings (KOR)       | 182    |
| 2.  | OH Beom Seok    | 29. srpnja 1984.   | obrana    | Ulsan Hyundai (KOR)         | 181    |
| 3.  | KIM Hyung Il    | 7. travnja 1984.   | obrana    | Pohang Steelers (KOR)       | 187    |
| 4.  | CHO Yong Hyung  | 3. studenog 1983.  | obrana    | Jeju Utd. (KOR)             | 182    |
| 5.  | KIM Nam Il      | 14. ožujka 1977.   | vezni red | Tom Tomsk                   | 180    |
| 6.  | KIM Bo Kyung    | 6. listopada 1989. | vezni red | Ōita Trinita                | 178    |
| 7.  | PARK Ji Sung    | 25. veljače 1981.  | vezni red | Manchester United           | 178    |
| 8.  | KIM Jung Woo    | 9. svibnja 1982.   | vezni red | Gwangju Sangmu (KOR)        | 183    |
| 9.  | AHN Jung Hwan   | 27. siječnja 1976. | napad     | Dalian Shide (CHN)          | 177    |
| 10. | PARK Chu Young  | 10. srpnja 1985.   | napad     | Monaco                      | 183    |
| 11. | LEE Seung Yeoul | 6. ožujka 1989.    | napad     | FC Seoul (KOR)              | 183    |
| 12. | LEE Young Pyo   | 23. travnja 1977.  | obrana    | Al Hilal (KSA)              | 177    |
| 13. | KIM Jae Sung    | 3. listopada 1983. | vezni red | Pohang Steelers (KOR)       | 180    |
| 14. | LEE Jung Soo    | 8. siječnja 1980.  | obrana    | Kashima Antlers             | 185    |
| 15. | KIM Dong Jin    | 29. siječnja 1982. | obrana    | Ulsan Hyundai (KOR)         | 184    |
| 16. | KI Sung Yueng   | 24. siječnja 1989. | vezni red | Celtic (SCO)                | 187    |
| 17. | LEE Chung Yong  | 2. srpnja 1988.    | vezni red | Bolton Wanderers            | 180    |
| 18. | JUNG Sung Ryong | 4. siječnja 1985.  | vratar    | Seongnam Ilhwa Chunma (KOR) | 190    |
| 19. | YEOM Ki Hun     | 30. ožujka 1983.   | vezni red | Suwon Bluewings (KOR)       | 182    |
| 20. | LEE Dong Gook   | 29. travnja 1979.  | napad     | Jeonbuk Motors (KOR)        | 187    |
| 21. | KIM Young Kwang | 28. lipnja 1983.   | vratar    | Ulsan Hyundai (KOR)         | 184    |
| 22. | CHA Du Ri       | 25. srpnja 1980.   | obrana    | SC Freiburg                 | 181    |
| 23. | KANG Min Soo    | 14. veljače 1986.  | obrana    | Suwon Bluewings (KOR)       | 186    |
| T   | HUH Jung Moo    | 13. siječnja 1955. | izbornik  | Južna Koreja                |        |